# Montagne du Caribou
La montagne du Caribou est située dans la municipalité de Labelle dans les Laurentides au Québec. Elle s'insère entre les lacs Joly et Nantel, près du lac Tremblant, au nord-ouest du mont Tremblant. Son point culminant est le cap Trois Cent Soixante à une altitude d'environ 440 m. Un sentier de randonnée la parcourt, de même que la montagne du Gorille, un peu plus au nord-ouest.

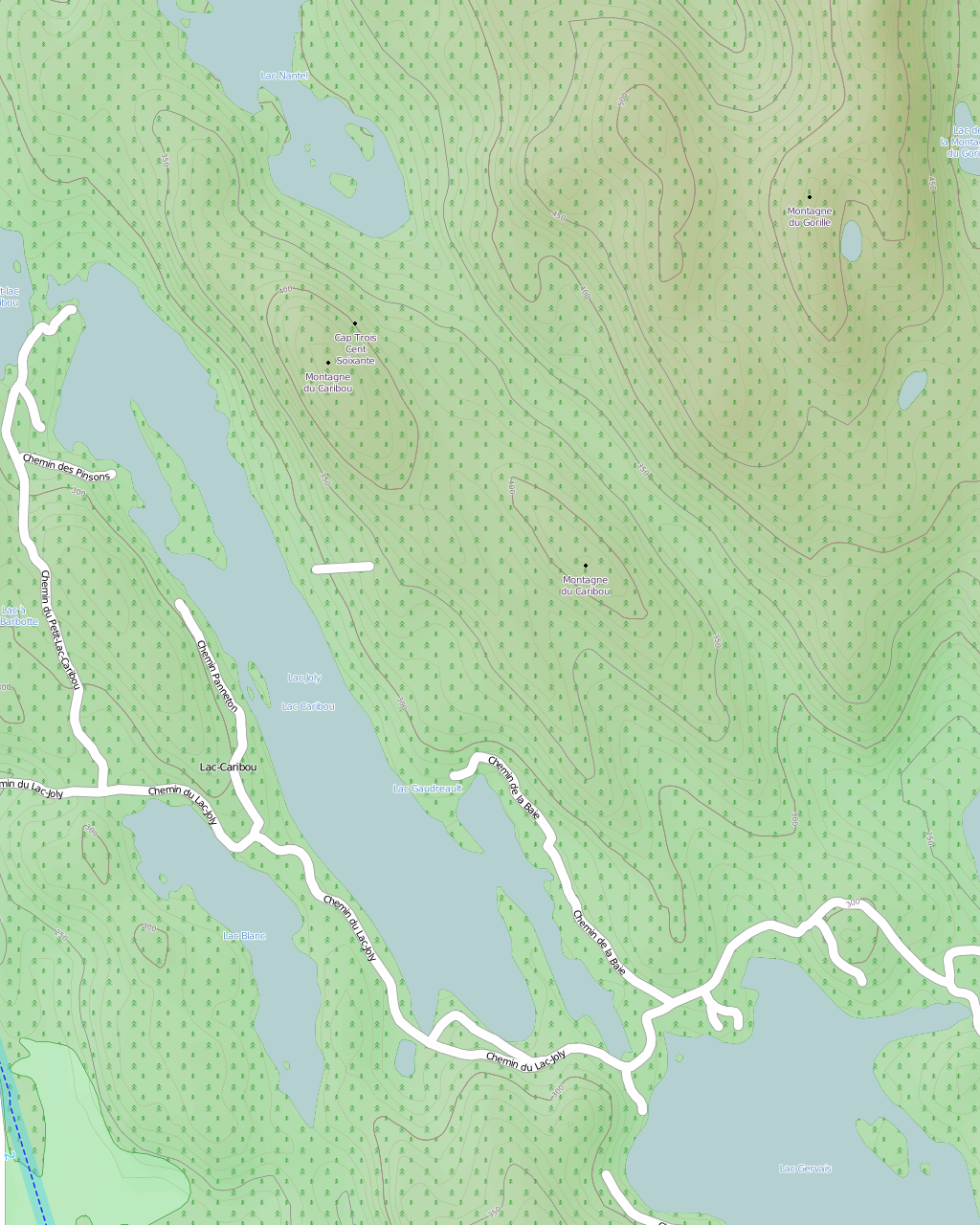
Carte topographique de la montagne du Caribou.